# Jésus Gonçalves
Jésus Gonçalves (Borebi, 12 de julho de 1902 – Itu, 16 de fevereiro de 1947) foi poeta, músico e espírita divulgador da doutrina durante fase crítica de sua doença, a hanseníase.

## Biografia

### Da Infância aos Casamentos
Jésus Gonçalves ficou órfão de mãe, Josepha Mendes, aos 3 anos quando ela morreu de um tumor no intestino, e seu pai, João Gonçalves, era um humilde lavrador que pouco tempo tinha para o filho, dessa forma Jésus foi educado por seu tio, Antonio Arruda, na cidade de Agudos. Aos 14 anos empregou-se como trabalhador braçal na Fazenda Boa Vista, em Borebi. Nesta época começou a aprender música e junto com outros companheiros animavam as quermesses e bailes com a Bandinha de Borebi. Aos 17 anos foi para a cidade de Bauru, onde freqüentou a escola, mas não chegou a tirar o diploma do Ginásio.
Casou-se aos 20 anos com Theodomira de Oliveira, que era viúva e já tinha 2 filhas. Ainda tiveram mais 4 filhos. Nesta época empregava-se como Tesoureiro da Prefeitura.
Em 1930 sua esposa morre por causa de uma tuberculose. Apesar das enormes dificuldades em criar suas 6 crianças continuava a tocar e fazia parte da Banda da Prefeitura de Bauru como clarinetista.
Atuava também como diretor e ator de teatro na cidade. Apesar de seu pouco estudo apreciava a poesia e prosa, colaborando ativamente nos jornais Correio da Noroeste e Correio de Bauru.
Casou-se novamente com uma vizinha sua que lhe ajudava a cuidar das crianças, Anita Vilela.

### A Hanseníase
Aos 27 anos foi acometido pela hanseníase. Anita era estudiosa da doutrina espírita e tentava, em vão, esclarecer a mente materialista do ateu Jésus. Nestes tempos os doentes eram obrigados a abandonar seus empregos e viverem isolados da sociedade, trancados em suas casas ou então em leprosários. Aposentado prematuramente, passou a viver em uma moradia cedida temporariamente pela Câmara Municipal de Bauru. Apesar disso continuou a escrever para o Correio da Noroeste.
Seu compadre, João Martins Coube, cedeu-lhe o usufruto de um sítio, onde Jésus passou a cultivar melancias e outras frutas. Mas, em Agosto de 1933, o Serviço Sanitário recolheu-o, afastando-o do convívio de sua família, e internou-o no Asilo-Colônia Aymorés (atual Instituto Lauro de Souza Lima), em Bauru.
Fundou o jornal interno "O Momento ", a "Jazz Band de Aymorés " e a equipe de futebol. Por não receberem grupos artísticos no asilo, fundou também o grupo teatral interno.
Jésus sofria muito com problemas no fígado, buscava a transferência para o Hospital Padre Bento em Guarulhos. Mas suas cartas paravam nas mãos do Diretor do Sanatório Aymorés, que não queria perder seu mais ativo e dinâmico interno. Em 1937 conseguiu a transferência mas não conseguiu chegar até lá, as dores no fígado o obrigaram a parar em Itú, e alí ficou no Hospital de Pirapitinguí. Fundou alí além da "Jazz Band ", a Rádio Clube de Pirapitinguí e um jornal interno, o "Nosso Jornal". 

### Aceitação do Espiritismo
Em 1943 Anita morreu, e no velório aconteceram diversos acontecimentos mediúnicos de clarividência de alguns colegas seus. Tempos depois Anita envia uma mensagem para ele de uma forma bastante íntima onde Jésus não teve dúvidas da veracidade das informações. Por ser extremamente materialista buscou nos livros espíritas as explicações para o contato. Um dia, às voltas com suas dores no fígado, tirou um pouco de água e colocou em um copo dizendo: Se Deus existe mesmo, dou 5 minutos para que coloque nesta água um remédio que me alivie as dores que sinto. E contou no relógio. Quando bebeu a água sentiu que estava totalmente amarga. Chamou um companheiro que confirmou a alteração da água. E após 2 minutos nada mais sentia em dores.
Com dificuldades conseguiu recursos junto às comunidades espíritas para a construção do Centro Espírita Santo Agostinho, fundado em 1945. Passou então a atender as incorporações de familiares e desobsessões severas de quem o procurasse, permitindo a estes que voltassem à vida normal. Vinte dias antes de desencarnar, com a doença já tendo lhe consumido todo o corpo, e também as cordas vocais, foi à sessão espírita e para a surpresa das 300 pessoas presentes, fez uma preleção de quase duas horas de elevados ensinamentos evangélicos. Ao término da preleção Jésus simplesmente perdeu novamente a voz. Sofreu muito nos últimos dias, o seu corpo estava completamente deformado pela doença, seu rosto transfigurado e seus órgãos começaram a parar, e lentamente morreu.

### Psicografia
Chico Xavier não conheceu pessoalmente Jésus Gonçalves, mas mantiveram correspondência durante dois anos consecutivos. Após sua morte, Jésus passou a se comunicar usando da mediunidade de Chico Xavier. Escreveu poesias, relatou experiências em outras vidas e deixou mensagens evangélicas. Possui poesias publicadas em livros como Parnáso de Além-Tumulo, Chico Xavier Pede Licença entre outros. É de conhecimento na literatura espírita duas reencarnações de Jésus: de acordo com suas próprias revelações, ele relata sua vida na personalidade de Alarico, rei visigodo, no poema "Ante Jesus". e pela mediunidade de Divaldo Franco, Victor Hugo revela que Jésus foi o secretário pessoal do cardeal Richelieu.